# 伊爾利亞什夫卡 (特羅斯佳涅齊區)
48°32′34″N 28°57′17″E / 48.54278°N 28.95472°E
伊爾利亞什夫卡（烏克蘭語：Ілляшівка），是烏克蘭的村落，位於該國西南部文尼察州，由海辛區負責管轄，始建於1700年，面積2.3平方公里，海拔高度231米，2001年人口805，人口密度每平方公里350人。